# Cose dell’altro mondo
Cose dell’altro mondo (englisch für „Dinge aus einer anderen Welt“) ist das fünfte Studioalbum des Mailänder Rappers Mondo Marcio. Es erschien am 2. Oktober 2012. Das Album wurde als Standard-Version und Deluxe-Version über Mondo Marcios Label Mondo Records veröffentlicht und wurde von Edel SE vertrieben. Nur für Vorbesteller des Albums gab es dann auch noch zwei zusätzliche Bonus-Songs.

## Hintergrund
Im Sommer 2012 postete Mondo Marcio auf Facebook, dass sein fünftes Soloalbum nun am 2. Oktober 2012 erscheinen wird. Daraufhin war das Album auf Amazon.it und iTunes zur Vorbestellung verfügbar. Ein wenig später wurde die Trackliste veröffentlicht. Am 31. August folgte dann ein kostenloses Mixtape 4 conigli neri um die Wartezeit zu Cose dell’altro mondo verkürzen.

## Erfolg
Das Album erreichte als höchste Platzierung in den Albencharts Platz #2 und blieb insgesamt fünf Wochen in den Top 100. Somit konnte Mondo Marcio zum ersten Mal in seiner Karriere den Sprung auf Platz 2 der italienischen Album-Charts schaffen.

## Titelliste
Die Standard Edition enthält 17 Titel (für Vorbesteller des Albums sind es 19). Auf der Deluxe Edition befinden sich zusätzlich zur Standard-Musik-CD auch eine DVD und ein limitiertes T-Shirt. Die DVD enthält eine Dokumentation, die die Entstehung des Albums erzählt und den musikalischen Werdegang von Mondo Marcio zeigt.
| #  | Titel                                     | Gastbeiträge  | Produzent                    | Länge |
| -- | ----------------------------------------- | ------------- | ---------------------------- | ----- |
| 1  | Senza cuore                               |               | Mondo Marcio                 | 3:42  |
| 2  | Primo Interludio                          |               |                              | 0:50  |
| 3  | Chi temo di piú                           | Danti         | Mondo Marcio                 | 4:24  |
| 4  | Kilo                                      | J-Ax & Rido   | Mondo Marcio                 | 3:20  |
| 5  | Cose dell’altro mondo                     |               | Mondo Marcio & Bassi Maestro | 3:26  |
| 6  | Come me                                   | Danti         | Mondo Marcio                 | 5:11  |
| 7  | Conosci il tuo nemico                     | Caparezza     | Mondo Marcio                 | 3:58  |
| 8  | Troppo lontano                            |               | Mondo Marcio                 | 4:13  |
| 9  | Quando tutto cade                         | Killacat      | Mondo Marcio                 | 4:41  |
| 10 | Secondo Interludio                        |               |                              | 0:38  |
| 11 | Fight Rap                                 |               | Mondo Marcio                 | 3:34  |
| 12 | Bang!                                     | Vacca         | Mondo Marcio                 | 3:32  |
| 13 | Tra le stelle                             | Emis Killa    | Mondo Marcio                 | 2:44  |
| 14 | I miei motivi                             | Bassi Maestro | Mondo Marcio                 | 4:01  |
| 15 | Se solo fossi qui                         | Michelle Lily | Mondo Marcio                 | 4:00  |
| 16 | Spalle al muro                            | Strano        | Mondo Marcio                 | 4:55  |
| 17 | Finte verità RMX                          | A&R & Beng    | Mondo Marcio                 | 3:48  |
| 18 | Niente (Nur für Vorbesteller)             | A&R           | Mondo Marcio                 |       |
| 19 | Era tutto un sogno (Nur für Vorbesteller) |               | Mondo Marcio                 |       |